# Webasto
A Webasto (Wilhelm Baier Stockdorf) egy német cég.
1901-ben egy Wilhelm Baier nevű úr alapított egy céget melynek székhelye 1907-től a München melletti Stockdorf lett. A kis családi vállalkozás továbbra is család tulajdonában lévő, a világ 100 legnagyobb autóipari beszállítója közé tartozó nemzetközi nagyvállalattá fejlődött. Fő profilja a kabrió-tetők,  napfénytetők, járműfűtések ill. haszonjármű klímaberendezések gyártása. 1992. június 25-én megalakult a cég magyarországi leányvállalata Webasto Hungária Kft néven, ami első volt a volt szocialista országok közül.

## Története
A Webasto vállalatot 1901-ben alapította Wilhelm Baier Esslingenben, kezdetben fémből készült kerékpáralkatrészek és mezőgazdasági gépek gyártására. 1908-ban a cég székhelye Stockdorfba került, és felvette a Webasto nevet. Az 1920-as évektől a vállalat a kerékpáripari termékekre specializálódott.
1932-ben a Webasto kifejlesztette első behajtható autótetejét a Daimler-Benz számára, amelyet később sorozatgyártásban is alkalmaztak. 1935-ben bevezette az első vízhűtéses motorokhoz készült járműfűtést is. A második világháború alatt a Webasto fűtőberendezéseket és fémalkatrészeket szállított katonai célokra, és kényszermunkásokat is alkalmazott.
2017-ben a Webasto átvette a Schaidt Innovations és a CoSyst Control Systems cégeket, így saját elektronikai gyártókapacitással és autóipari szoftverfejlesztési szakértelemmel bővült. Ugyanebben az évben belépett az elektromobilitás piacára, és elindította elektromos járművekhez szánt töltő- és akkumulátorrendszereinek fejlesztését. Az amerikai AeroVironment töltőüzletágának megvásárlásával létrehozta a kaliforniai Monroviában működő Webasto Charging Systems Inc.-et. Az akkumulátorcella-ellátás biztosítására 2018-ban megállapodásokat kötött a Samsunggal és a Wanxianggal. A Webasto 2017 óta a német Startup Autobahn innovációs platform partnere is.
2019 áprilisában a Webasto megvásárolta dél-koreai vegyesvállalati partnere, a Donghee részesedését. Ugyanebben az évben bemutatta a Roof Sensor Module-t (RSM) autonóm járművek számára, és megkezdte az elektromos járművek akkumulátorainak gyártását Schierlingben.
2020-ban új gyárat nyitott a mexikói Irapuatóban és egy tető- és akkumulátorgyártó üzemet a kínai Csiahszing. 2022-ben elindította az akkumulátorok termelését a dél-koreai Dangjin városában, valamint felvásárolta a luxemburgi Carlex Glass gyárat (Webasto Luxembourg néven).
2023-ban két új indiai telephely – Pune és Chennai – kezdte meg működését. 2024-ben a Webasto értékesítette töltéstechnológiai üzletágának többségi tulajdonát a Transom Capital Group számára, de kisebbségi részesedést megtartott.